# Paolo Mentani
Paolo Mentani (Cassano d'Adda, 2 novembre 1937) è un ex calciatore italiano, di ruolo attaccante.

## Caratteristiche tecniche
Centravanti rapido e opportunista, si faceva valere anche nel gioco aereo nonostante la statura non elevata.

## Carriera
Dopo gli esordi nel Magenta, nel quale alterna l'attività calcistica alla professione di idraulico, nel 1958 si trasferisce al Novara, acquistato dal presidente piemontese Plodari che viveva nella città lombarda e lo aveva visionato nei campionati dilettantistici. Pur essendop uno degli elementi meno pagati della rosa e continuando a svolgere la sua professione, guadagna rapidamente il posto da titolare: esordisce in Serie B realizzando 15 reti in campionato, e nella stagione successiva si ripete, andando a segno 13 volte, tra cui la doppietta contro il Torino, nella vittoria interna per 3-0 del 15 maggio 1960. In entrambe le annate si piazza ai primi posti (rispettivamente quarto e terzo) nella classifica cannonieri della serie cadetta.
Nelle due stagioni successive (entrambe in Serie B) va ancora in doppia cifra, realizzando 14 e 12 reti, tra cui il gol decisivo nella vittoria ottenuta dal Novara sul Napoli, il 28 gennaio 1962. Dopo la retrocessione per illecito sportivo, nel settembre 1962 viene ceduto all'Atalanta, militante in Serie B, ma alle visite mediche gli viene riscontrata un'aritmia cardiaca; viene obbligato ad interrompere l'attività agonistica fino al gennaio successivo, quando riottiene l'idoneità medica e torna in campo con il Novara nella vittoriosa trasferta di Mestre. A fine stagione le presenze sono 12, e nel campionato successivo è ancora condizionato da diversi infortuni, per i quali scende in campo solamente 15 volte.
Nel 1964, dopo 6 stagioni e oltre 150 presenze nel Novara, passa al Piacenza, neopromosso in Serie C: impiegato stabilmente come titolare nelle prime due stagioni, con 10 e 8 reti è il capocannoniere della squadra, mentre nella terza finisce tra le riserve, disputando 7 partite con due reti. Nel 1967 si trasferisce al Legnano, sempre in Serie C, e vi chiude la carriera scendendo in campo 7 volte siglando due reti.
Ha totalizzato 126 presenze con 54 reti in Serie B, tutte con la maglia del Novara.